# Albania en el Festival de la Canción de Eurovisión 2011
Albania participará en el Festival de Eurovisión 2011 en Düsseldorf, Alemania y seleccionó su representante a través del Festivali i Këngës 2010, organizado por la emisora de radio albanesa Televizioni Shqiptar (RTSH).

## Festivali i Kenges 2010

### Semifinal 1

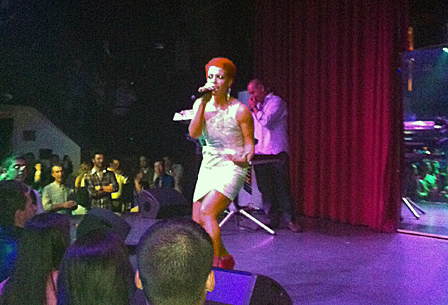
Aurela Gaçe representando "Kënga ime"

| N.º | Artista                       | Canción                   | Compositor                            |
| --- | ----------------------------- | ------------------------- | ------------------------------------- |
| 01  | Selami Kolonja                | "Ëndërr Kosovë"           | Selami Kolonja                        |
| 02  | Alban Skënderaj & Miriam Cani | "Ende ka shpresë"         | Alban Skënderaj & Miriam Cani         |
| 03  | Orges Toçe                    | "Mari"                    | Orges Toçe                            |
| 04  | Kamela Islami                 | "Jetova për të dy"        | Alban Male, Olti Curri                |
| 05  | Blerina Shalari               | "Lutjes apo dashurisë"    | Blerina Shalari                       |
| 06  | Ernis Çili & Onanta Spahiu    | "Fam"                     | Ernis Çili                            |
| 07  | Dorian Nini                   | "Mirësevini ne Shqipëri"  | Jetmir Barbullushi, Perikli Papingji  |
| 08  | Etmond Mancaku                | "Dashuri pas emrit"       | Etmond Mancaku                        |
| 09  | Ardita Tusha                  | "Dikur besoja"            | Dritan Caushi, Gjergj Jorgaqi         |
| 10  | Klajdi Musabelliu             | "Vetëm ti"                | Lambert Jorganxhi, Zhuljana Jorganxhi |
| 11  | Evans Rama                    | "Sonte"                   | Evans Rama                            |
| 12  | Dorina Garuci                 | "Mirmbrëma engjëlli im"   | Sokol Marsi, Jorgo Papingji           |
| 13  | Herciana Matmuja              | "Me cilin rri ti dashuri" | Gent Myftarai, Agron Tufa             |
| 14  | Agim Poshka                   | "Bota com.vetmi"          | Agim Poshka, Olsa Poshka              |
| 15  | Marsida Saraci                | "Vetëm s'jemi në botë"    | Valentin Veizi, Arben Duka            |
| 16  | Entela Zhula                  | "Lojë në dashuri"         | Edmond Veizaj, Entela Zhula           |

| N.º | Artista       | Canción               | Compositor                 |
| --- | ------------- | --------------------- | -------------------------- |
| 01  | Ilir Kazaferi | "Nuk je këtu"         | Ilir Kazaferi              |
| 02  | Maria Prifti  | "Pasuri e pasurive"   | Frederik Ndoci, Agim Doçi  |
| 03  | Megi Laska    | "Endërrat ekzistojnë" | Fabian Asllani, Megi Laska |

### Semifinal 2
| N.º | Artista        | Canción                  | Compositor                   |
| --- | -------------- | ------------------------ | ---------------------------- |
| 01  | Adhurim Demiri | "24 orët"                | Adhurim Demiri               |
| 02  | Besa Kokëdhima | "E bukura dhe bisha"     | Besar Likaj, Dalina Buzi     |
| 03  | Emi Bogdo      | "Letër për ty"           | Suela Kalaja                 |
| 04  | Denis Hasa     | "Mbi xhaketën time"      | Xhavit Ujkani, Ismail Kadare |
| 05  | Kujtim Prodani | "Ti ishe kreyvepër"      | Kujtim Prodani, Arben Duka   |
| 06  | Goldi Halili   | "Në krahët e tua"        | Fatrin Krajka                |
| 07  | Marjeta Billo  | "Përjetësi"              | Klodian Qafoku, Dr. Flori    |
| 08  | Françesk Radi  | "Kemi dasëm'o"           | Françesk Radi, Agim Doçi     |
| 09  | Aurela Gaçe    | "Kënga ime"              | Shpëtim Saraçi, Sokol Marsi  |
| 10  | Heldi Kraja    | "E diela pa ty"          | Heldi Kraja                  |
| 11  | Sonila Mara    | "Egoist"                 | Sonila Mara                  |
| 12  | Mateus Froku   | "Dimër në shprit"        | K. Bahiti, Dr. Flori         |
| 13  | Xhejsi Jorgaqi | "Rastësi"                | Genti Lako, Jorgo Papingji   |
| 14  | Enkeleda Arifi | "Një dashuri"            | Adrian Hila, Pandi Laço      |
| 15  | Kejsi Tola     | "Pranë"                  | Kristi Popa, Florian Zyka    |
| 16  | Sajmir Braho   | "Shtegëtar i jetës time" | Endri Sina, Saimir Braho     |

| N.º | Artista                  | Canción                  | Compositor                       |
| --- | ------------------------ | ------------------------ | -------------------------------- |
| 01  | Albi Xhepa & Semi Jaupaj | "Dritë"                  | Bojken Lako                      |
| 02  | Bledi Polena             | "Të jemi të dy"          | Mihal & Eugen Bica, Monika Katro |
| 03  | Rudina Delia             | "Tek ti gjeta dashurinë" | Rudina Delia                     |

### Final
| N.º | Artista                       | Canción                   | Compositor                           | Puntos | Posición |
| --- | ----------------------------- | ------------------------- | ------------------------------------ | ------ | -------- |
| 1   | Françesk Radi                 | "Kemi dasëm'o"            | Françesk Radi, Agim Doçi             | 13     | 8        |
| 2   | Herciana Matmuja              | "Me cilin rri ti dashuri" | Gent Myftarai, Agron Tufa            | 7      | 11       |
| 3   | Goldi Halili                  | "Në krahët e tua"         | Fatrin Krajka                        | 0      | 17       |
| 4   | Marsida Saraci                | "Vetëm s'jemi në botë"    | Valentin Veizi, Arben Duka           | 2      | 16       |
| 5   | Besa Kokëdhima                | "E bukura dhe bisha"      | Besar Likaj, Dalina Buzi             | 13     | 9        |
| 6   | Alban Skënderaj & Miriam Cani | "Ende ka shpresë"         | Alban Skënderaj, Miriam Cani         | 66     | 2        |
| 7   | Enkeleda Arifi                | "Një dashuri"             | Adrian Hila, Pandi Laço              | 36     | 5        |
| 8   | Aurela Gaçe                   | "Kënga ime"               | Shpëtim Saraçi, Sokol Marsi          | 82     | 1        |
| 9   | Maria Prifti                  | "Pasuri e pasurive"       | Frederik Ndoci, Agim Doçi            | 5      | 14       |
| 10  | Sajmir Braho                  | "Shtegëtar i jetës time"  | Endri Sina, Saimir Braho             | 48     | 3        |
| 11  | Dorian Nini                   | "Mirësevini ne Shqipëri"  | Jetmir Barbullushi, Perikli Papingji | 29     | 7        |
| 12  | Selami Kolonja                | "Ëndërr Kosovë"           | Selami Kolonja                       | 6      | 12       |
| 13  | Xhejsi Jorgaqi                | "Rastësi"                 | Genti Lako, Jorgo Papingji           | 44     | 4        |
| 14  | Albi Xhepa & Semi Jaupaj      | "Dritë"                   | Bojken Lako                          | 0      | 18       |
| 15  | Dorina Garuci                 | "Mirmbrëma engjëlli im"   | Sokol Marsi, Jorgo Papingji          | 34     | 6        |
| 16  | Kamela Islami                 | "Jetova për të dy"        | Alban Male, Olti Curri               | 12     | 10       |
| 17  | Orges Toçe                    | "Mari"                    | Orges Toçe                           | 3      | 15       |
| 18  | Denis Hasa                    | "Mbi xhaketën time"       | Xhavit Ujkani, Ismail Kadare         | 6      | 13       |

## En el Festival de Eurovisión
Albania competirá en una de las dos semifinales del certamen, el 10 o el 12 de mayo.
- Datos: Q2125611